# Reinhold von Anrep-Elmpt

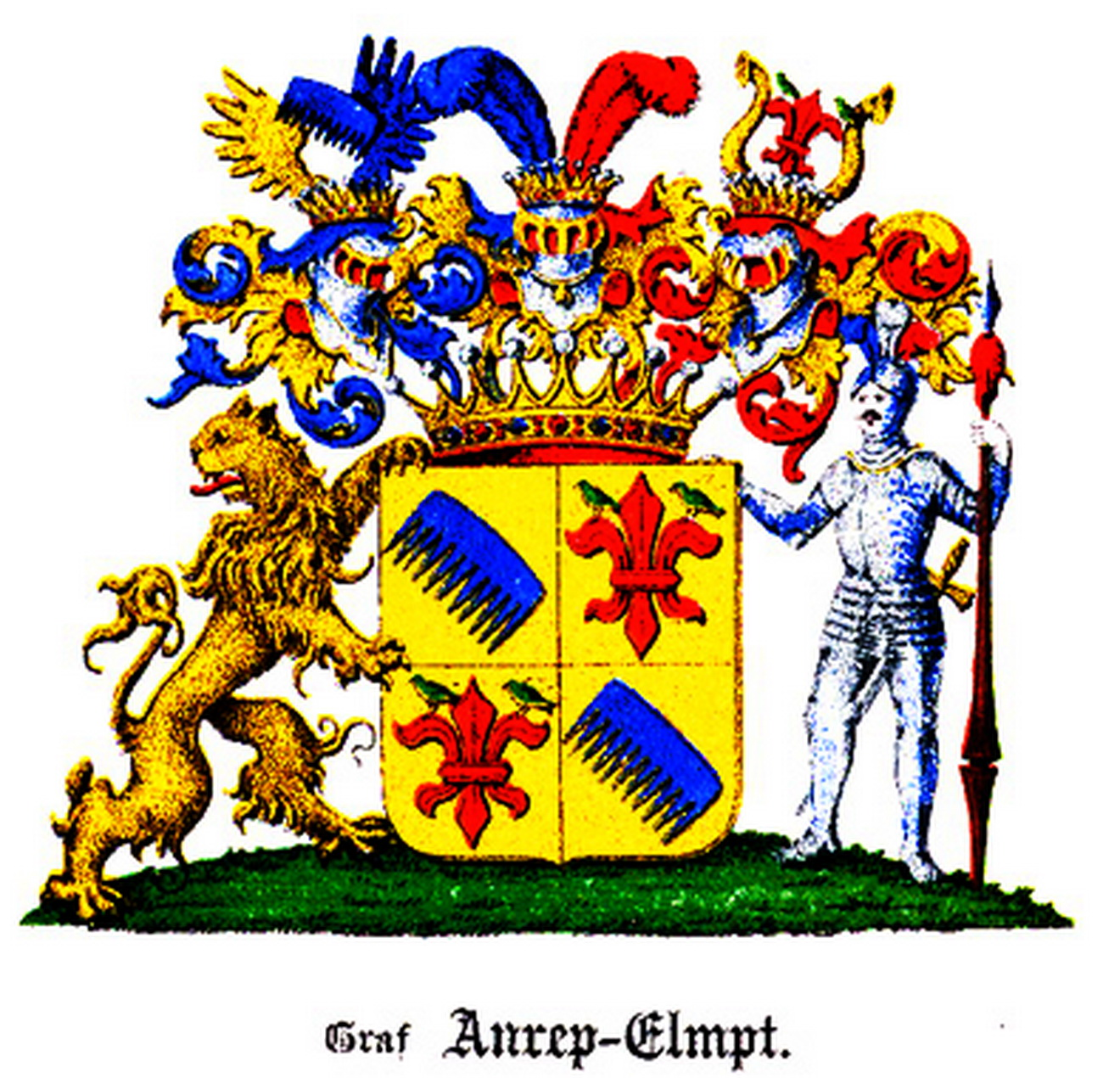
Armoiries du comte von Anrep-Elmpt

Le comte Reinhold Philipp Johann von Anrep-Elmpt, russifié en Roman Iossifovitch von Anrep-Elmpt, né en 1834 dans le gouvernement de Koursk et mort le 26 août (8 septembre) 1888 en Birmanie, est un aristocrate allemand de la Baltique, sujet de l'Empire russe, qui publia de nombreux récits de ses voyages sur les cinq continents en tant qu'explorateur.

## Biographie
Reinhold von Anrep-Elmpt est issu d'une famille de la noblesse livonienne, originaire de Westphalie. C'est le fils du général de cavalerie, le baron Joseph Carl von Anrep (en) (1796-1860), et de son épouse, née Cecilie von Elmpt zu Burgau (1812-1892). Par oukaze de l'empereur Nicolas Ier en 1853, la famille reçoit la permission d'ajouter le nom du père de Cecilie von Elmpt, dernier du nom. 
Il est éduqué à Riga, puis à l'école des cadets de Saint-Pétersbourg. Il est ensuite officier de cavalerie et participe à la guerre de Crimée. Il retourne en 1858 dans le gouvernement de Livonie, où sa famille possédait des terres, prend son congé de l'armée et se voue à l'exploitation de son domaine. Cependant sa passion pour les études ethnographiques l'emporte et il part en 1870, jusqu'en 1878, pour un long voyage dans les cinq parties du monde. Bravant la maladie et les dangers, il est confronté à des aventures qu'il relate par la suite. Son « Voyage sur les cinq continents » écrit en allemand, emporte un vif succès, ainsi que son « Voyage en Australie ». Il voyage en Angleterre, aux États-Unis, en Autriche, aux Indes britanniques, au Japon, en Amérique du Sud, en Afrique, en Égypte, à Ceylan, à Sumatra et à Java, dans les Caraïbes, et à Hawaï. Son premier voyage en Australie se passe en 1878, où il voyage à pied, à cheval et par la malle-poste. Il gagne sa vie en accordant des pianos et des orgues d'église. Il retourne en Australie en 1883.
Il meurt le 26 août 1888 en Birmanie, alors colonie britannique, dans un village près de Rangoon, d'un fièvre tropicale qui terrassa cette force de la nature, en huit jours. Il avait épousé à Arensbourg, en 1866, Hélène Élisabeth von Stackelberg (1845-1930)

## Œuvres
On peut distinguer parmi ses récits:
- (de) Die Sandwich-Inseln oder das Inselreich von Hawaii, Leipzig, Wilhelm Friedrich, 1885
- (de) Australien. Eine Reise durch den ganzen Welttheil. Dritter Band, Leipzig, Wilhelm Friedrich, 1886
- (de) Die Sandwich Inseln, Vdm Verlag, 2008

## Source
- (ru) Cet article est partiellement ou en totalité issu de l’article de Wikipédia en russe intitulé « Анреп-Эльмпт, Роман Иосифович » (voir la liste des auteurs).